# Psychotria burgeri
Psychotria burgeri är en måreväxtart som beskrevs av Charlotte M. Taylor. Psychotria burgeri ingår i släktet Psychotria och familjen måreväxter. Inga underarter finns listade i Catalogue of Life.